# Magik Six: Live in Amsterdam
Magik Six: Live in Amsterdam is de zesde cd uit de Magik reeks van DJ Tiësto.
De cd verscheen in 2000.
Net als de rest van de cd's uit deze reeks is ook deze cd een "live turntable mix", oftewel de cd is opgenomen terwijl Tiësto de platen mixte. Nieuw op deze versie is dat het ook nog eens is opgenomen tijdens een live-optreden van de Dj. Deze cd is opgenomen tijdens een optreden van Tiësto in Amsterdam in 2000.

## Tracklist
1. Afterburn - Fratty Boy (6:06)
2. Sunburst - Eyeball (4:23)
3. Yahel Barkan en Eyal Bark - Voyage (4:29)
4. Free Radical - Surreal (4:15)
5. Fire & Ice - Forever Young (5:35)
6. Swimmer - Purple Cloud (5:09)
7. Delirium - Silence (6:25)
8. Moogwai - Viola (Armin van Buuren Remix) (7:41)
9. Kamaya Painters - Wasteland (4:27)
10. Cloud 69 - Sixty Nine Ways (5:51)
11. Airwave - Escape from Nowhere (5:48)
12. Dawnseekers - Gothic Dream (4:35)
13. Push - Till We Meet Again (Album Mix) (4:29)
14. Vom - No Hesitation (3:18)
15. Pulser - Cloudwalking (4:51)